# Kathleen Lockhart
Kathleen Lockhart (Southsea, Inglaterra; 9 de agosto de 1894-Los Ángeles, California; 18 de febrero de 1978) fue una actriz teatral y cinematográfica británica.

## Biografía
Su verdadero nombre era Kathleen Arthur, y nació en Southsea, Inglaterra. Actriz y músico, Kathleen se inició como artista en la escena inglesa, emigrando a los Estados Unidos en 1924 tras su matrimonio con el actor de origen canadiense Gene Lockhart. En Estados Unidos continuó trabajando como actriz teatral y actuando en producciones cinematográficas de Hollywood, California, durante casi cuarenta años. Kathleen y su marido trabajaron ocasionalmente juntos, destacando su intervención como Mr. y Mrs. Bob Cratchit en A Christmas Carol (1938). Tras fallecer su marido en 1957, ella se retiró de la interpretación, no volviendo a actuar en el cine salvo un pequeño papel en The Purple Gang (1960).
Lockhart fue la madre de la actriz June Lockhart, y abuela de la también actriz Anne Lockhart.
Kathleen Lockhart falleció en 1978 en Los Ángeles, California, tras una larga enfermedad, no conociéndose su diagnóstico exacto. Fue enterrada junto a su esposo en el Cementerio de Holy Cross, en Culver City (California).
A Lockhart se le concedió una estrella en el Paseo de la Fama de Hollywood, en el 6241 de Hollywood Boulevard, por su trabajo cinematográfico. 

## Filmografía
- The Purple Gang (1960)
- The Glenn Miller Story (1953)
- Walking My Baby Back Home (1953)
- Plymouth Adventure (1952)
- I'd Climb the Highest Mountain (1951)
- Gentleman's Agreement (1947)
- Siempre en tus brazos (1947)
- Lady in the Lake (La dama del lago) (1947)
- Strange Woman (1946)
- Two Years Before the Mast (Revolución en alta mar) (1946)
- Bewitched (1945)
- Roughly Speaking (1945)
- Man of Conquest (El hombre de la conquista, 1939)
- Blondie (1938)
- A Christmas Carol (1938) - Emily Cratchit